# Lepuix
Lepuix – miejscowość i gmina we Francji, w regionie Burgundia-Franche-Comté, w departamencie Territoire de Belfort.
Według danych na rok 1990 gminę zamieszkiwało 1059 osób, a gęstość zaludnienia wynosiła 36 osób/km² (wśród 1786 gmin Franche-Comté Lepuix plasuje się na 159. miejscu pod względem liczby ludności, natomiast pod względem powierzchni na miejscu 36.).